# Entschlackung
Entschlackung (von Schlacke, einem Verbrennungsrückstand) oder Detox (von englisch detoxification ‚Entgiftung‘) ist in der Alternativmedizin ein Ausdruck für Maßnahmen, die mutmaßliche Giftstoffe und schädliche Stoffwechselprodukte aus dem Körper ausscheiden sollen. Die Wirksamkeit dieser Verfahren ist nicht belegt, die angenommenen Wirkungsweisen entsprechen nicht dem heutigen Wissen über die Funktionsweise des menschlichen Körpers, und was „Schlacke“ im menschlichen Körper sein soll, ist nicht näher definiert. Es gibt keine wissenschaftlich belegten Beweise für die Existenz der „Schlacke“.

## Geschichte
Besonders in den traditionellen hinduistischen Behandlungsmethoden des Ayurveda ist die Entschlackung unter dem Begriff Panchakarma etabliert. Die Entstehungsgeschichte der Entschlackung in der westlichen Welt reicht dagegen nur bis zum Ende des 19. Jahrhunderts zurück, als die großen Industriestädte Abwassersysteme erhielten. Korrespondierend dazu kam die Theorie zur Krankheitsentstehung auf, dass Darm und Nieren Giftstoffe enthalten und diese aus dem Körper abführen würden. Verstopfung und Harnverhalt würden Fäulnis und innere Vergiftungen erzeugen wie „ein überlaufender Kanal“. Der Begriff Entschlackung als Analogie etwa zur Reinigung von Hochöfen oder der Feuerbüchse von Dampflokomotiven wurde von Victor Hensen in seiner Abhandlung mit dem Titel „Tod, Zeugung und Vererbung“ (1914) erwähnt, in der er Zellen von verschiedenen Organismen untersucht und dort seine Theorie der Schlackenbildung postuliert. Im Allgemeinen versteht Hensen unter „Schlacken“ Ablagerungen wie Harnsäure, Cholesterin u. ä., die sich an die Zellkerne heften und dort die Zellteilung verlangsamen, wodurch es am Ende zu einer weiteren Anhäufung von „Schlacken“ komme. Otto Buchinger, einem Anfang des 20. Jahrhunderts tätigen Arzt und Erfinder einer Fastenmethode, greift die „Schlackentheorie“ eine Dekade später (1935) erneut auf.
Seit einem Urteil des Bundesgerichtshofs von 2017 ist der werbliche Gebrauch von "Detox" in  Deutschland unzulässig, dies wird aber durch verschiedene Neuwortschöpfungen und Komposita umgangen. Zuvor schränkte bereits die EU-Kommission die Verwendung ein.

## Konzept
Unschärfen bestehen sowohl in der Definition der Substanzen, die unter diese „Schlacken“ fallen, als auch bezüglich der Maßnahmen, die als „Entschlackung“ gelten sollen. Meist werden unter Entschlackung bestimmte im Rahmen der Alternativmedizin eingesetzte Maßnahmen verstanden, die unter dem Begriff ausleitende Verfahren zusammengefasst werden, zum Beispiel Schröpfen, Cantharidenpflaster, Einläufe, Schwitzkuren (Sauna), Abführmittel (Laxantien) und Fastenkur. Einige Verfahren behaupten, auch Quecksilber (beispielsweise von Amalgamzahnfüllungen), Impfstoffe oder andere „Schlacken“ ausleiten zu können.

## Wissenschaftliche Beurteilung
Die wissenschaftliche Medizin bestreitet nicht, dass der Körper mit der Nahrung Giftstoffe aufnimmt und im Stoffwechsel giftige Zwischen- und Endprodukte anfallen. Derartige Stoffe werden, ggf. nach Umwandlungen in der Leber, über Galle und Harn ausgeschieden oder erst gar nicht im Darm aufgenommen. Solange die beteiligten Organe gesund sind, werden unterstützende Maßnahmen für diese Funktionen als nicht notwendig erachtet. Störungen der Entgiftung und Ausscheidung werden in der wissenschaftlichen Medizin dann angenommen, wenn die betreffenden Stoffe im Blut oder in anderen Geweben in erhöhter Konzentration auftreten. Dies ist bei Schädigungen der Leber oder der Nieren regelmäßig der Fall, bei Menschen, die sich einer „Entschlackung“ unterziehen, aber üblicherweise nicht. Von Anhängern der Entschlackungslehre werden oft keine konkreten Stoffe genannt, und wenn doch, sind sie in der beim Patienten vorliegenden Menge aus wissenschaftlicher Sicht meist unbedenklich.
Auch die wissenschaftliche Medizin kennt Krankheiten, die durch Stoffablagerungen im Gewebe verursacht sind, z. B. Cholesterin und Kalk bei Arteriosklerose, Uratkristalle bei Gicht oder Proteine bei vielen neurodegenerativen Erkrankungen; als Ursachen gelten ungünstiger Lebensstil und genetische Veranlagung. Wie diese Stoffe, an deren Beseitigung der Körper sonst scheitert, durch Methoden der „Entschlackung“ ausgeleitet werden sollen, ist aber nicht erkennbar.
Während einer Fastenkur steigt die Schadstoffbelastung des Blutes, weil fettlösliche Fremdstoffe, die bisher unschädlich im Fettgewebe gespeichert waren, beim Fettabbau wieder freigesetzt werden. Die übelriechenden Stoffe, die Fastende nach einiger Zeit absondern, sind keine lange gespeicherten Gifte, sondern Produkte des Hungerstoffwechsels. Subjektive Gesundheitsverbesserung oder Heilerfolge bei vorbestehenden Krankheiten lassen sich möglicherweise mit der Stoffwechselumstellung erklären, in jedem Fall dürfte der Placebo-Effekt eine Rolle spielen sowie irrige Kausalitätsannahmen bei Beschwerden, die auch ohne jede Behandlung verschwunden wären. Für die rheumatoide Arthritis existiert wissenschaftliche Literatur, die eine zumindest kurzzeitige Besserung durch Fasten und anschließende Ernährungsumstellung zeigt, wobei als Ursache aber eher Änderungen am Mikrobiom und nicht die Ausleitung irgendwelcher „Schlacken“ vermutet werden. Einige im Rahmen der „Entschlackung“ empfohlene Lebensstilveränderungen sind auch aus wissenschaftlicher Sicht zu begrüßen, oft kann zumindest nicht ausgeschlossen werden, dass „Entschlackungskuren“ (auf anderen als den behaupteten Wegen) einen Gesundheitsnutzen haben. Trotz der spärlichen Forschung gibt es einige positive Effekte des Fastens. Belegt ist z. B. die positive Wirkung auf Herz-Kreislauf-Erkrankungen.
Sofern mit „Schlacke“ nicht mehr als „ausscheidungspflichtige Substanzen“ gemeint ist, handelt es sich bei Therapien wie Dialyse („Blutwäsche“ bei Niereninsuffizienz) oder Aderlass (bei Hämochromatose) um evidenzbasierte Entschlackung. Ein weiteres Beispiel ist die antibiotische Darmdekontamination oder Lactulosebehandlung zur Verminderung der Ammoniakaufnahme im Darm, wenn die Leber aufgrund starker Schädigung nicht mehr imstande ist, das anfallende Ammoniak zu Harnstoff zu entgiften.